# Katherine Maher
Pour les articles homonymes, voir Maher.
Katherine Maher, née le 18 avril 1983 à Wilton (Connecticut), est une dirigeante américaine. Après avoir travaillé pour la Banque mondiale, l'UNICEF et chez AccessNow.org (en), elle devient la directrice générale de la Wikimedia Foundation (WMF) de 2016 à 2021 et PDG de la National Public Radio (NPR) en 2024. Elle siège également au conseil d'administration de la Signal Foundation depuis 2023.

## Formation
Katherine Maher a fait ses études à l'Institut de langue arabe de l'université américaine du Caire, de 2002 à 2003 et au College of Arts and Science de l'université de New York à partir de 2003, où elle a obtenu son bachelor degree en 2005.

## Carrière
Katherine Maher a été directrice générale par intérim à WMF de mars 2016 jusqu’à sa prise de poste définitive en juin. Elle avait auparavant travaillé à la Banque mondiale, à l'UNICEF et à AccessNow.org, où elle était directrice du plaidoyer,,.
À la Banque mondiale, Katherine Maher était consultante en technologie pour le développement international et de la démocratisation, travaillant sur les TIC pour la responsabilisation et la gouvernance, en se concentrant sur le rôle de téléphones mobiles et d’autres technologies pour aider la société civile et la réforme institutionnelle, en particulier dans le Moyen-Orient et en Afrique,. Elle est co-auteure d’un chapitre sur « Making Government Mobile » dans une publication de la Banque mondiale sur l’« Information and Communications for Development: Maximizing Mobile » (2012).
Elle rejoint la WMF comme directrice de la communication en avril 2014,, et devient directrice générale par intérim près de deux ans plus tard, en mars 2016, à la suite de la démission de Lila Tretikov. Sa nomination en tant que directrice générale est annoncée par Jimmy Wales le 24 juin 2016 à Wikimania 2016, pour une prise de poste effective au 23 juin 2016. Son salaire brut à ce poste dépasse les 30 000 $ par mois.
En juin 2018, Katherine Maher fait partie des signataires d’une lettre ouverte destinée à l’UE portant sur l'article 13 de la nouvelle directive européenne sur le droit d'auteur, considérant que l’article peut causer des dommages économiques sur le marché numérique. L’article prévoit en effet que les entreprises doivent incorporer automatiquement la possibilité de rendre certaines œuvres inaccessibles, si les ayants droit le demandent.
Le 4 février 2021, elle annonce qu'elle quittera la direction générale de la WMF le 15 avril suivant. Elle est remplacée par Maryana Iskander.
En 2022, Katherine Maher rejoint le Foreign Affairs Policy Board (en), un conseil du département d'État des États-Unis, qui regroupe des experts et créé en 2011 par la secrétaire d'Etat d'alors Hillary Clinton, pour conseiller les officiels américains,.
Depuis 2023, elle siège au conseil d'administration de la Signal Foundation.
Le 24 janvier 2024, la NPR annonce qu'elle est nommée PDG de la radio nationale américaine,.